# Березовка (Ірбітський міський округ)
Бере́зовка (рос. Берёзовка) — присілок у складі Ірбітського міського округу Свердловської області.
Населення — 132 особи (2010, 117 у 2002).
Національний склад населення станом на 2002 рік: росіяни — 98 %.